# リッカルド・ベルタニョン
リッカルド・ベルタニョン（Riccardo Bertagnon、1984年10月2日 - ）は、イタリア共和国ヴェネト州ヴェローナ出身のプロ野球選手(捕手)。現在は、イタリアンベースボールリーグのリミニ・ベースボールクラブに所属している。

## 経歴

### パルマ時代
2005年よりパルマ・ベースボールクラブでプレーする。同年は、打率.228、1本塁打、10打点、15安打を記録した。
2006年は、打率.230、0本塁打、11打点、20安打を記録した。
2007年は、打率.222、1本塁打、15打点、26安打を記録した。
オフの11月には、第37回IBAFワールドカップのイタリア代表に選出された。
2008年は、打率.257、0本塁打、23打点、35安打を記録した。
2009年は、打率.233、2本塁打、18打点、31安打を記録した。
2010年は、打率.265、0本塁打、21打点、34安打を記録した。
オフの10月には、第39回IBAFワールドカップのイタリア代表に選出された。
2011年は、打率.224、0本塁打、22打点、32安打を記録した。
2012年は、打率.211、0本塁打、15打点、19安打を記録した。同年限りで、退団した。

### リミニ時代
2013年からは、リミニ・ベースボールクラブでプレーする。
同年は、打率.282、0本塁打、16打点、33安打を記録した。
2014年は、打率.294、0本塁打、8打点、15安打を記録した。
2015年は、打率.323、0本塁打、9打点、20安打を記録した。
オフの10月23日に、第1回WBSCプレミア12のイタリア代表選手28名に選出されたことが発表された。

## 詳細情報

### 代表歴
- 第37回IBAFワールドカップ イタリア代表
- 第39回IBAFワールドカップ イタリア代表
- 2015 WBSCプレミア12 イタリア代表